# Амадора
 Амадо́ра (порт. Amadora; [ɐmɐ'doɾɐ]) — город в  Португалии. Численность населения — 175 135 жителей (город и муниципалитет). Город и муниципалитет входит в Лиссабонский регион и субрегион Большой Лиссабон. Входит в агломерацию Большой Лиссабон. По старому административному делению входил в провинцию Эштремадура.

## Расположение
| Google Map |

Город расположен в 10 км северо-западнее центра Лиссабона и является городом-спутником столицы. Амадора входит в состав агломерации Большой Лиссабон.
Расстояние до Лиссабона 10 км.
Муниципалитет граничит:
- на севере — муниципалитет Синтра
- на северо-востоке — муниципалитет Одивелаш
- на юго-востоке — муниципалитет Лиссабон
- на юге — муниципалитет Оейраш
- на юго-западе — муниципалитет Оейраш
- на западе — муниципалитет Синтра

## Население
| 1981    | 1991    | 2001    | 2004    | 2006    | 2011    |
| 163 878 | 181 774 | 175 872 | 176 239 | 174 411 | 175 135 |

## История
Муниципалитет основан в 1979 году.

## Достопримечательности
Наиболее густонаселенное муниципальное образование Португалии.
Город представляет собой «спальный район» столицы. Состоит в основном из блочных домов без архитектурных излишеств. Но здесь есть и много прекрасных
архитектурных памятников XVII—XVIII веков.
В городе проживает большое количество выходцев из Африки.
Здесь расположен стадион Эштрела-де-Амадора, на котором выступает местная футбольная команда высшей лиги с одноименным названием.
Каждый год в городе проходит Международный фестиваль юмора.

## Районы
- Алфорнелуш
- Алфражиде
- Брандоа
- Бурака
- Венда-Нова
- Вентейра
- Дамайа
- Мина
- Реболейра
- Сан-Браш
- Фалагейра

## Фотогалерея
- Типичная архитектура города